# おTOKKOのRADIO
おTOKKOのRADIOは、テレビアニメ『TOKKO 特公』に関連したインターネットラジオ番組。

## パーソナリティー
- 鈴村健一（申道蘭丸役)
- 高木渉（國樹田薫役)

## 配信曜日など
- 放送期間：2006年10月11日～12月20日（全6回）
- 配信サイト：音泉
- 配信日：隔週水曜日

## ゲスト
日付は音泉の配信日
- 第4回（2006年11月22日）土田大（村正将吾役）　高木渉が諸事情により欠席の回